# The Subduing of Mrs. Nag
The Subduing of Mrs. Nag é um filme mudo dos Estados Unidos de 1911 em curta-metragem, do gênero comédia, dirigido por George D. Baker.

## Elenco
- John Bunny ... Mr. Nag
- Flora Finch ... Mrs. Nag
- Mabel Normand ... Miss Prue, a estenógrafa
- Mrs. B.F. Clinton
- James Morrison